# Europese kampioenschappen kyokushin karate 2000 (IKO)
De Europese kampioenschappen kyokushin karate 2000 waren door de International Karate Organization (IKO) georganiseerde kampioenschappen voor Kyokushinkai karateka's. De 13e editie van de Europese kampioenschappen vond plaats in het Portugese Porto.

## Resultaten
| Gewichtsklasse | Goud           | Zilver             | Brons                             |
| -------------- | -------------- | ------------------ | --------------------------------- |
| -70kg          | Piotr Sawicki  | Christian Luissint | Ronny Holf Leszak Zgrzebniak      |
| -80kg          | Emil Kostov    | Semoyn Garan       | Sylwester Sypien Nicolae Stoian   |
| -90kg          | Hitoshi Kiyama | Pavel Mandok       | Marek Kubek Andrey Onopchenko     |
| +90kg          | Tomasz Najduch | Florian Ogunade    | Alexei Drobyazko Fabrice Fourmont |